# Battaglia di Trezzo sull'Adda
La battaglia di Trezzo sull'Adda fu un episodio militare minore che si verificò il 2 ottobre 1523 nei pressi dell'omonimo borgo. Un convoglio di carri contenenti farina scortato dalle truppe milanesi fu assaltato da alcune squadre di cavalieri francesi che dopo averlo inseguito a Vaprio d'Adda, caddero nell'imboscata tesa da Giovanni delle Bande Nere.

## Antefatti
All'inizio del settembre del 1523 un nuovo esercito francese guidato dal Bonnivet scese in Italia con l'obiettivo di riconquistare il Ducato di Milano, perso definitivamente l'anno precedente (eccetto alcuni castelli e piazzeforti) in seguito alla disfatta subita alla battaglia della Bicocca. Già il 14 del mese i francesi riuscirono a passare il Ticino, cogliendo impreparato Prospero Colonna, generale dell'esercito imperiale che, non volendo rischiare una battaglia campale, decise di ritirarsi a Milano e far presidiare Pavia dal de Leyva. Questo comportò la resa delle città di Alessandria, Tortona e Novara nei giorni successivi. Il 19 settembre il Bonnivet si accampò a San Cristoforo sul Naviglio e pose l'assedio a Milano. Nei giorni successivi la cavalleria francese si impegnò a deviare il corso del Naviglio Grande e del Naviglio Martesana in modo da impedire la macinazione dei cereali e distrusse i mulini attorno alla città per cercare di favorirne la sua resa per fame. Malgrado le devastazioni dei francesi, la città disponeva di ampie riserve di cibo, vino, biada e altre vettovaglie che le avrebbero permesso di sfamare i suoi 100-150 000 abitanti oltre ai circa 14 000 uomini che la presidiavano e a migliaia di cavalli anche in assenza di rifornimenti.
L'esercito francese, che verso fine settembre contava dai 12 000 ai 15 000 uomini ed era accampato a Chiaravalle, poteva bloccare quasi tutte le vettovaglie provenienti da Pavia e Lodi che facevano il loro ingresso in città attraverso Porta Ticinese e Porta Romana e sperare di intercettare una parte di quelle provenienti dalle altre quattro porte maggiori grazie al controllo di Monza e alle continue azioni di rapina da parte della cavalleria.
Francesco II Sforza e il Colonna ordinarono ai borghi della Martesana, della Brianza e del comasco di macinare quanto più frumento possibile per prepararsi a rifornire la città e inviarono nel contado i cavalleggeri di Giovanni delle Bande Nere per contrastare le scorrerie francesi.

## Battaglia
Il 1 ottobre, avendo appreso che i milanesi avevano intenzione di far entrare in città il frumento macinato a Trezzo sull'Adda, i francesi tentarono di assaltare il borgo che però riuscì a resistere grazie alle buone fortificazioni; sulla via del ritorno lasciarono 80 lance di cavalieri guidate da Bernabò Visconti nei pressi di Cassano d'Adda per tendere un'imboscata alla scorta del convoglio che di lì a poco sarebbe uscito dalla città. Il giorno stesso Giovanni delle Bande Nere uscì da Milano al seguito di 200 cavalieri pesanti, 300 cavalleggeri, 500 archibugieri e 500 fanti diretto a Trezzo. Giunto nei pressi del borgo, lasciò gli archibugieri in agguato nei boschi attorno a Vaprio d'Adda poiché aveva appreso i movimenti del nemico.
La mattina successiva le truppe del condottiero uscirono da Trezzo scortando un convoglio di carri contenenti cento moggi di farina e si diressero lungo la strada per Vaprio. Come Giovanni aveva previsto, i cavalieri di Bernabò cercarono di assaltare il convoglio che deviò verso i boschi dove erano appostati gli archibugieri. Gran parte dei francesi, colti di sorpresa dall'agguato, caddero uccisi dai colpi d'archibugio e oltre duecento furono catturati. Bernabò Visconti venne ferito durante lo scontro.

## Conseguenze
La sera del 2 ottobre la condotta di Giovanni delle Bande Nere entrò trionfalmente a Milano da Porta Orientale seguita dai carriaggi e dai prigionieri. Fu accolta dal Duca in persona e da una folla festante. I francesi per rappresaglia uccisero tutti i prigionieri che avevano catturato sino a quel momento durante la campagna.